# Харисвил
Харисвил (на английски: Harrisville) е град в окръг Уебър, щата Юта, САЩ. Харисвил е с население от 3645 жители (2000) и обща площ от 7 km². Намира се на 1308 m надморска височина. ЗИП кодът му е 84404, а телефонният му код е 801.